# Duncan Brinsmead

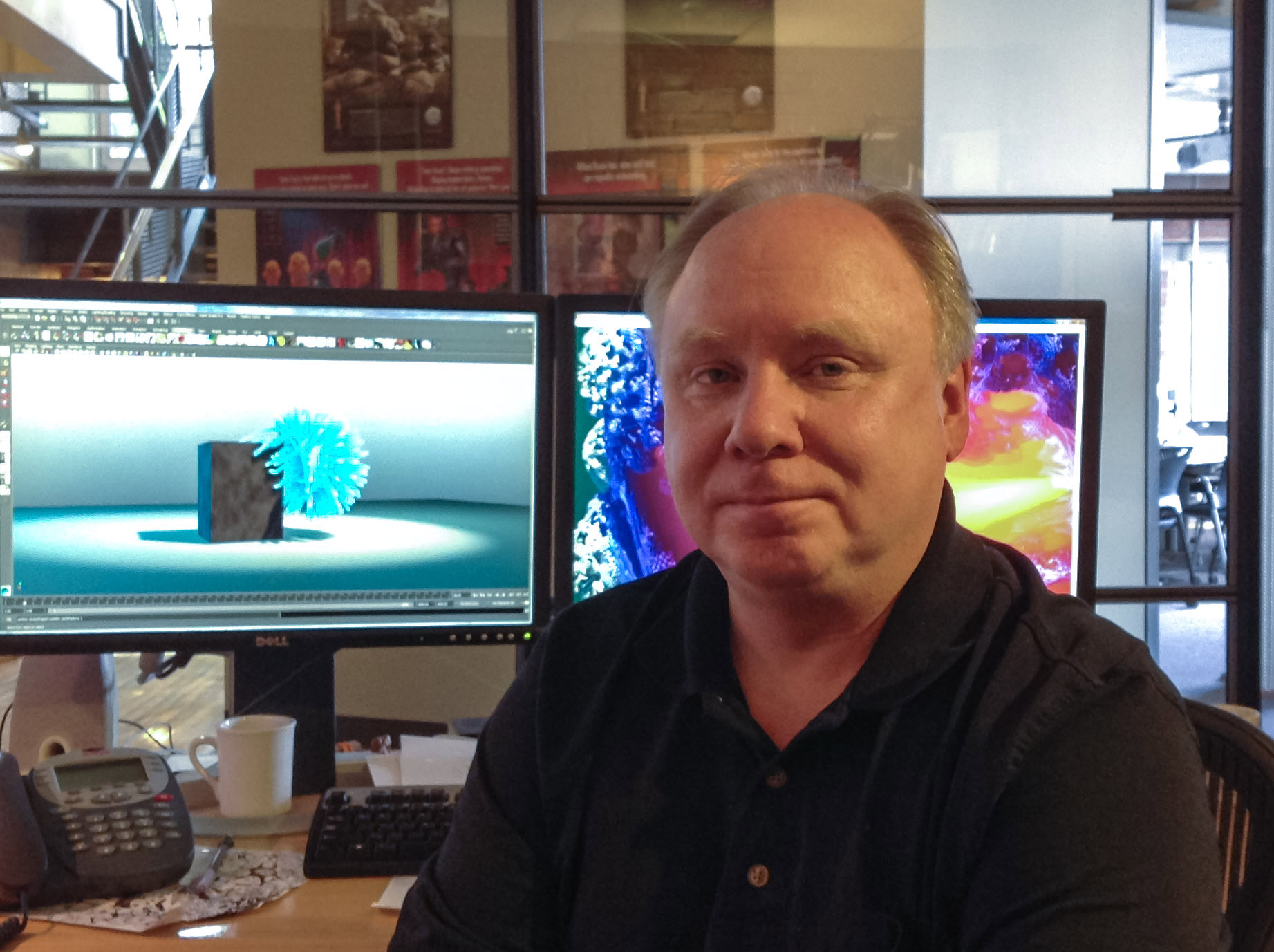
Duncan Brinsmead (2013)

Duncan Brinsmead (* 26. Januar 1960 in Edmonton, Alberta) ist ein kanadischer Musiker und Softwareentwickler. Brinsmead erlangte Berühmtheit durch seine Patente zur Simulation natürlicher Objekte und Landschaften in der 3D-Computergrafik.

## Leben
Duncan Brinsmead ist der Sohn von Alan und Aveleigh Brinsmead. Er wuchs in Edmonton in der kanadischen Provinz Alberta auf. Von 1977 bis 1980 studierte er Musik und Waldhorn an der University of Toronto. Er erhielt seine Abschlüsse (Bachelor und Master) am Curtis Institute of Music in Philadelphia und 1984 an der Juilliard School of Music in New York City.
In den frühen 1980er Jahren erhielt Duncan Brinsmead durch Zufall Zugang zu einem Silicon-Graphics-Grafikcomputer und begann als Autodidakt Routinen dafür zu programmieren. Es entstanden animierte Fraktale und der auf der Fachkonferenz SIGGRAPH gezeigte abstrakte Kurzfilm „Fractal Fantasy“.
Mit dieser Expertise stellte ihn die Torontoer Animationssoftwarefirma Alias Research (später „Alias Inc.“, „Alias Wavefront“, heute Autodesk) ein. Brinsmead arbeitete am Partikelsystem und der Benutzerschnittstelle in den Computergrafikpaketen Power Animator, Terra Forma und Maya. Als einer der leitenden Wissenschaftler in der Entwicklungsabteilung für Maya erfand er die Maya Paint Effects, Maya Hair und Maya Toon. Später folgten Maya nHair, nCloth (zur Simulation von Stoffen und Kleidung) sowie der Nucleus dynamics solver.

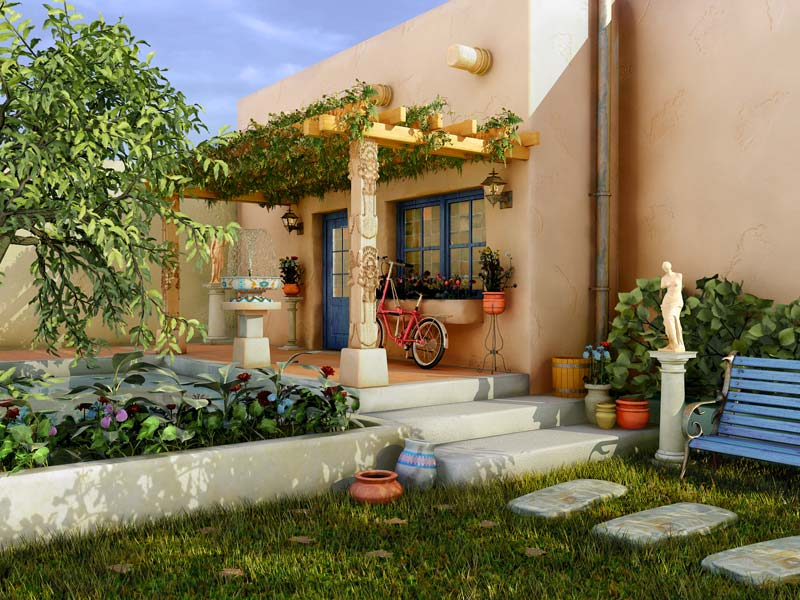
Digitale Szene. Die Pflanzen und das Gras sind mit Brinsmeads Paint Effects erstellt.

Brinsmeads Werkzeuge finden breite Anwendungen in der Filmindustrie, speziell bei den Spezialeffekt-Häusern Weta, Industrial Light & Magic, Disney, Pixar and DreamWorks. Seine Effekte simulierten natürliche Phänomene in zahllosen Filmen wie Spider-Man, Toy Story, Shrek, Alice im Wunderland.
Duncan Brinsmead lebt in Toronto und ist mit Anne-Marie verheiratet. Der Sohn des Paars, Alan Brinsmead, ist Musiker und lebt in Spanien.

## Technische Leistungen
Zu Duncan Brinsmeads Patenten gehören die in der Animationssoftware Maya eingebauten Paint Effects, womit sich interaktiv räumliche Strukturen von Wiesen, Blumen und Bäumen am Computer malen und animieren lassen, auch unter dem Einfluss natürlicher Phänomene wie Wind und Schwerkraft. Ein weiteres Patent stellte einen technischen Durchbruch bei der Simulation von Haaren in der animierten Computergrafik dar (nHair). 2008 erhielt er zusammen mit seinen Kollegen Jos Stam, Julia Pakalns und Martin Werner einen technischen Oscar für das Fluid Effects-System in Maya, womit sich mit auf Strömungsmechanik basierenden Formeln in Echtzeit Dämpfe und Gase, aber auch gerinnende und sich vermischende Strukturen in 3D generieren lassen.